# Проспект Ленина (Самара)
Проспе́кт Ле́нина — одна из центральных улиц Самары. Находится в Октябрьском районе. Географически является продолжением улицы Ленинской и пролегает от улицы Полевой до ул. Луначарского, между улицами Ново-Садовой и Мичурина.
Проспект Ленина пересекает улицы: Первомайскую, Осипенко, Челюскинцев.
В конце проспекта Ленина находится площадь имени Дмитрия Ильича Козлова с музеем «Самара космическая».

## История района

### Земская больница
В 1875 году на окраине Самары, за улицей Полевой открылась губернская зе́мская больница. По тем временам это было передовое лечебное учреждение на 255 коек, размещённых в четырёх каменных и четырнадцати деревянных строениях. Первым старшим врачом губернской больницы был Антон Фёдорович Куле́ша. П. В. Алабин в своей книге «25 лет Самары как губернского города» писал: «Самарская земская больница служит как бы центром, в котором сосредотачивается всесторонняя разработка вопросов, касающихся народной медицины губернии». Сегодня это городская клиническая больница № 1 имени Н. И. Пирогова: больничный комплекс и примыкающий к нему медицинский колледж им. Нины Ляпиной занимают целый квартал в границах проспекта Ленина, ул. Первомайской, ул. Больничной, ул. Полевой.

### Молоканский сад
С 20-х годов XIX века до 1908 года на этом месте (от современной Первомайской улицы до современной улицы Осипенко) располагался Молоканский сад с фруктовыми и другими лиственными деревьями. Он был посажен купцом Акинфием Прохоровичем Грачёвым, молоканом по вероисповеданию и бывшим садоводом помещика Меленковского уезда Владимирской губернии П. И. Бурцева (из деревни Левенда).
В 1853 году по плану землемера Фёдорова рядом с этим садом предполагалось создание жилой солдатской слободы. А. П. Грачёв подал протест в Сенат, так как «создание солдатской слободы было вредным для сада».
Солдатские казармы и лазарет были построены в начале XX века ближе к Волге, за границей сада, что видно на плане 1915 года.
Сад занимал площадь до 26 десятин, имел более 5000 тысяч деревьев, в основном груши, яблони, вишни. В саду располагались четыре пруда. В 1857 году А. П. Грачёв умер, его наследники разбили сад на мелкие участки и распродали эти участки под жилые постройки.

### Рабочий посёлок
В 1908 году на территории Молоканского сада образовался новый посёлок. Заселение этой территории продолжалось вплоть до 1915—1916 годов. Почти каждый двор имел фруктовые деревья, оставшиеся от старого сада. Сад, значительно сократившийся в размерах, существовал до 1930-х годов и назывался тогда «Первомайский сад». Отдельные деревья сохранялись даже до конца 1950-х годов, но плоды их измельчали.

### Проспект
Адрес «проспект Ленина» появился в списках избирателей в 1969 году.

## Здания и сооружения
Проспект Ленина начал застраиваться в конце 1970-х годов многоэтажными жилыми домами (в основном кирпичными) по чётной стороне. В планировке проспекта сразу было предусмотрено большое свободное пространство, зелёные зоны для прогулок, детские и спортивные площадки. К сожалению, советские архитекторы не могли представить, какая потребность возникнет в автостоянках; так что сейчас под автостоянки занято немало места на проспекте.
- На проспекте Ленина находятся самые длинные в Самаре жилые дома (№ 1 и № 3), Самарцы их называют «козловские дома»[11], так как построены были они для работников ЦСКБ, которым руководил Дмитрий Ильич Козлов. Дом номер один занимает целый квартал от улицы Первомайской до улицы Осипенко и имеет 28 подъездов[12], разделённых арками, а дом номер три — от улицы Осипенко до улицы Челюскинцев (26 подъездов, разделённых арками). Кроме квартир, в этих домах находятся (на первых этажах) магазины, учреждения (ЖЭУ и др.), аптеки, спортклуб, кафе, и т. п.
- В доме номер 3 находится ЗАГС Октябрьского района г. Самары.[13]
- Самарская областная универсальная научная библиотека, основной корпус на пр. Ленина, 14А. Здание было построено в 1989 году[14] по проекту А. П. Гозака специально для библиотеки. В 2012 году реконструирован фасад здания, в результате чего изменён цвет фасада: яркие красные стены с жёлтыми полосами заменены на спокойные бежевый и коричневый цвета.
- «Рашпиль», «напильник», «тёрка», «ананас», «кукуруза» — народные названия[11][15] серого 20-этажного монолитного дома в стиле позднего необрутализма[16] на пересечении проспекта Ленина и улицы Осипенко, построенного в поздние советские годы (тогда это было самое высокое жилое здание в городе) по типовому проекту архитекторов А.Белоконя, О.Третьякова, В.Бранденбурга и инженеров А.Лурье и Е.Зафериди. Названия пошли от своеобразного вида фасада, состоящего из переплетения мелких «зубцов»-балконов, расположенных в шахматном порядке.
- Самарская областная юношеская библиотека пр. Ленина, 14.
- Здание Сбербанка в доме № 17. Построено специально для банка.
- Торговый центр «Мелодия» (дом 12А) построен в 2006 году.[17]
- Церковь иконы Божией Матери Скоропослушница — небольшой православный храм современной постройки (ул. Полевая, 80з, находится на пересечении проспекта Ленина и Полевой улицы)
- Самарский медицинский колледж им. Нины Ляпиной (ул. Полевая, 80, находится на пересечении проспекта Ленина и Первомайской улицы)
- проспект Ленина, 2 — многоквартирный жилой дом, на первом этаже в этом доме находился магазин «Академкнига».
- проспект Ленина, 2А — многоквартирный жилой дом, на первом этаже «Стоматология ЦСКБ», магазины, ещё одно отделение Сбербанка.
- проспект Ленина, 6 — многоквартирный жилой дом, на первом этаже магазины.
- проспект Ленина, 10 — многоквартирный жилой дом, на первом этаже магазин очков и линз «Оптика», один из старейших магазинов города по этой продукции.
- проспект Ленина, 12 — многоквартирный жилой дом, на первом этаже студия имиджа «Гуэль».
- РОВД Октябрьского района находится в доме 13А.

В последние годы наблюдается тенденция застраивать свободное пространство проспекта (вдоль пешеходных дорожек, за счёт газонов) торговыми палатками, ларьками, киосками, что уродует облик проспекта. Администрация района, депутаты городской думы и мэр города обращают внимание на эту проблему, в результате чего незаконно установленные киоски сносят. Но через некоторое время на месте снесённых появляются новые. Проблема приняла масштаб местечковой «войны».
В 2014 году на всех тротуарах проспекта асфальтовое покрытие было заменено плиткой.

## Достопримечательности улицы

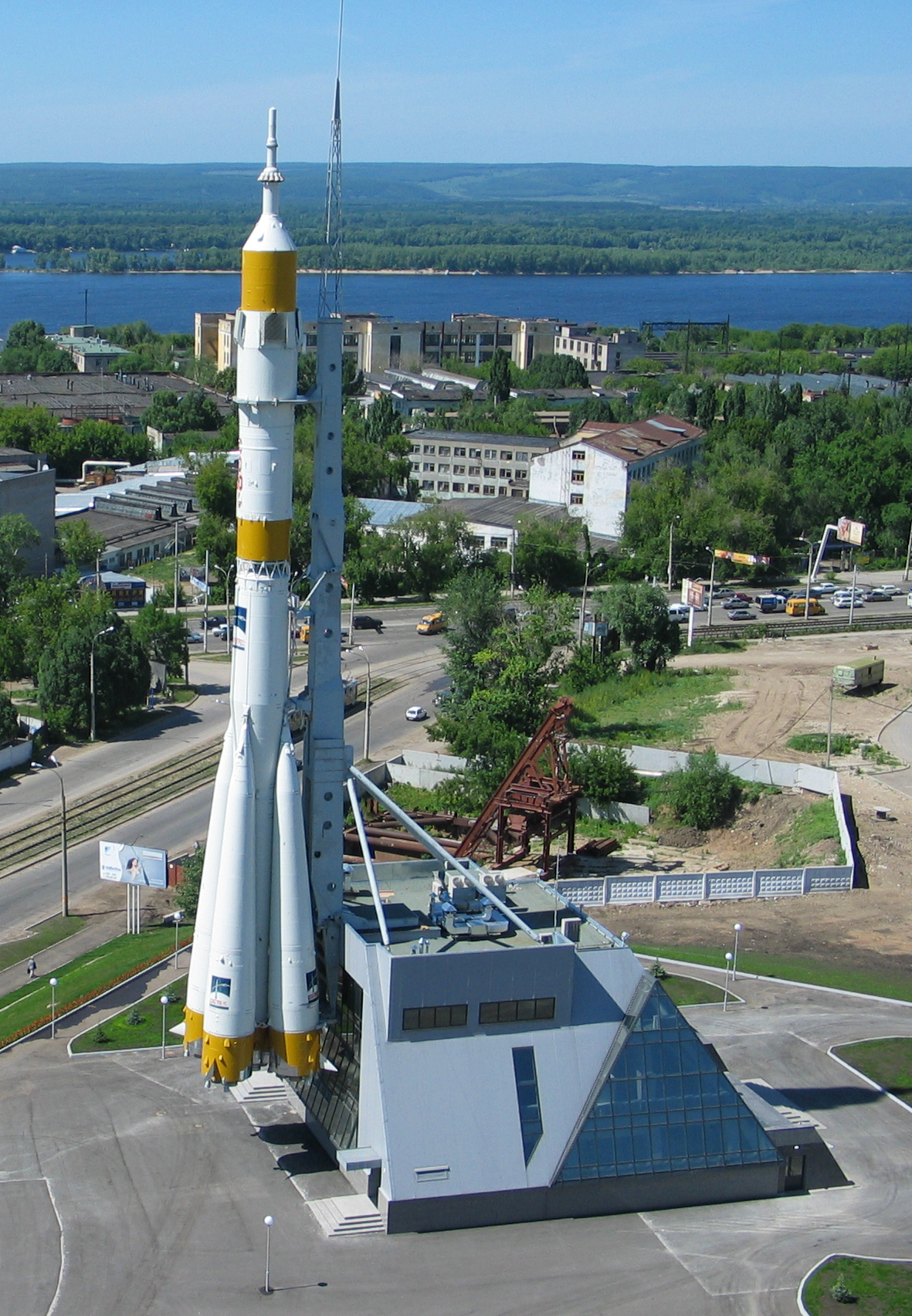
Памятный комплекс ракеты-носителя «Союз»

- Храм в честь иконы Божией Матери «Скоропослушница» (ул. Полевая, 80а, на территории больницы им. Пирогова).
- Скульптура «Призвание» (около медицинского колледжа им. Ляпиной) символизирует профессионализм медицинских сестёр.
- Фонтанный комплекс в честь 40-летия Победы на площади Героев 21-й Армии (пересечение с улицей Осипенко).
- Сквер имени Вадима Фадеева[27][28][29][30][31][32] (изначально фруктовый сад купца Грачева, а позднее Молоканский и Первомайский сад)
- Памятный комплекс ракеты-носителя «Союз» и музей «Самара космическая» (пр. Ленина, 21). Площадь перед комплексом в 2010 году получила имя конструктора Дмитрия Козлова[33].

## Транспорт
История
10 июля 1895 года состоялось открытие шестивёрстной конно-железной дороги, в просторечье — конки. Одна из линий связывала Больничную (Полевую) улицу с Молоканским садом, Постниковым оврагом и районом дачных просек. Другая охватывала улицы Невскую и Ново-Садовую.
Трамваи

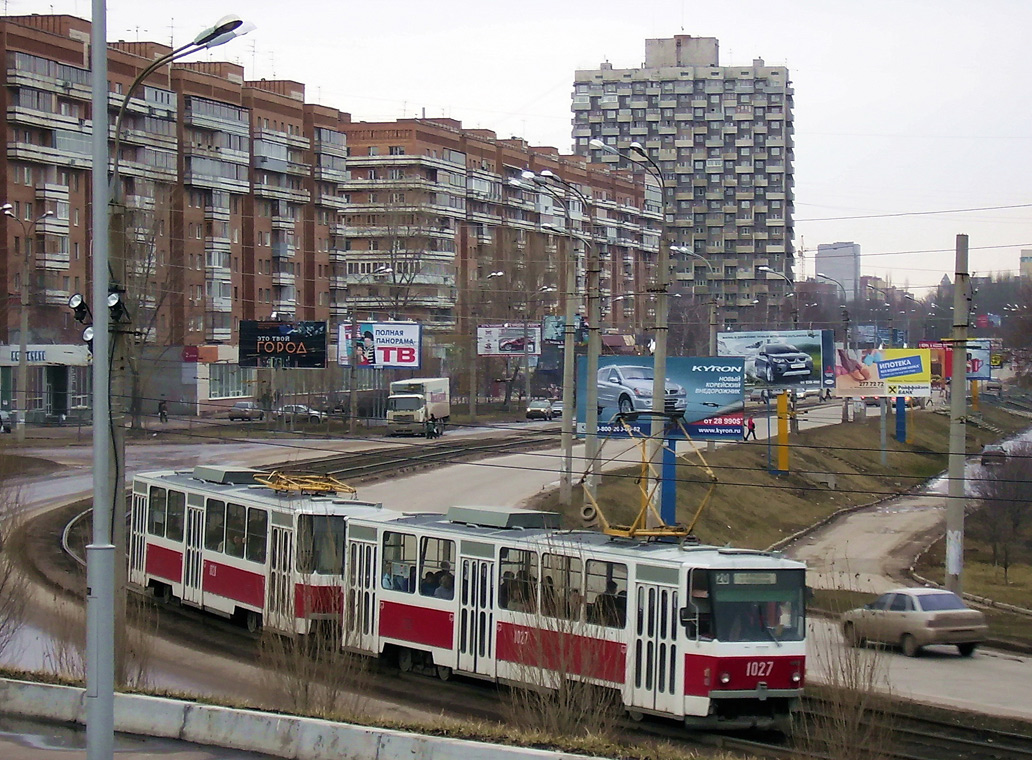
Трамвай на проспекте Ленина

Трамвайное движение в этом районе существовало с 1915 года — трамвай шёл по улице Полевой, а 3 июля (20 июня) 1915 года был пущен маршрут № 5, ведущий к Трубочному заводу и Постникову оврагу (с 1922 года, через Площадь Сельского хозяйства по современной улице Ново-Садовой).
При проектировании проспекта Ленина (в 1970-х годах) планировалось организовать трамвайное движение по проспекту и даже были проложены (в середине 1980-х) трамвайные пути, однако рельсы и шпалы долгое время лежали без дела и служили пищей для местных анекдотов и пересудов.

В 1992 году на проспект Ленина было перенесено трамвайное движение с Ново-Садовой.

Сейчас по проспекту ходят трамваи маршрутов 4, 5, 18, 20, 20к, 22, 23.
Автобусы
Когда из-за строительства метро временно было закрыто движение по улице Ново-Садовой (на участке от улицы Первомайской до Полевой), количество автобусов на проспекте Ленина значительно увеличилось: там проходили муниципальные маршруты 2, 42, 47, 50 и коммерческие маршруты 2, 23, 44, 47, 50, 92, 94, 97, 206, 217, 232, 297. Затем ул. Ново-Садовая была снова открыта для автомобильного движения и количество маршрутов в городе было «оптимизировано».
Сегодня по проспекту Ленина ходят автобусы муниципального маршрута № 2 и коммерческого маршрута № 92.
Метрополитен
- Станция метро «Российская» находится в самом конце проспекта Ленина, на пересечении с улицей Луначарского. Открыта в 2007 году.
- Станция метро «Алабинская» находится в 200 метрах от проспекта Ленина (вниз к Волге по ул. Осипенко). Открыта 26 декабря 2014 года.

## Название
В Топонимическую комиссию поступали предложения переименовать проспект Ленина в проспект Алабина, но пока что поддержаны не были.

## Почтовые индексы
- просп. Ленина, 2А, 2Б — 443100
- просп. Ленина, чётная сторона (2—16), нечётная (1—17) — 443110

## События на этой улице

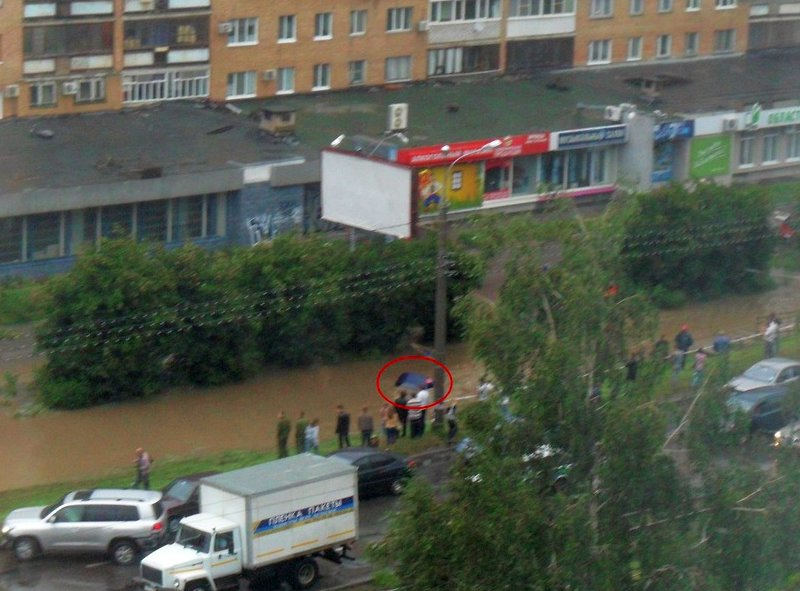
22 августа 2011 г.

10 июня 2011 года на пересечении проспекта Ленина и улицы Осипенко в Самаре прошел митинг «Против милицейского произвола»
В 2011 году в городе произошло несколько инцидентов, связанных с катастрофически плохим состоянием дорожного покрытия.
22 августа на проспекте Ленина во время сильного ливня попал в яму и утонул автомобиль, водитель которого скончался в «скорой помощи». 4 сентября того же года напротив дома № 15 ещё один автомобиль стал проваливаться под асфальт, водитель вызвал спасательную службу, и автомобиль удалось вытащить. 18 октября 2016 из-за прорыва теплотрассы произошел провал грунта, в образовавшуюся яму, глубиной около метра, в горячую воду провалились два припаркованных автомобиля «Лада Приора» и «Рено Логан»